# Lorenzo di Credi

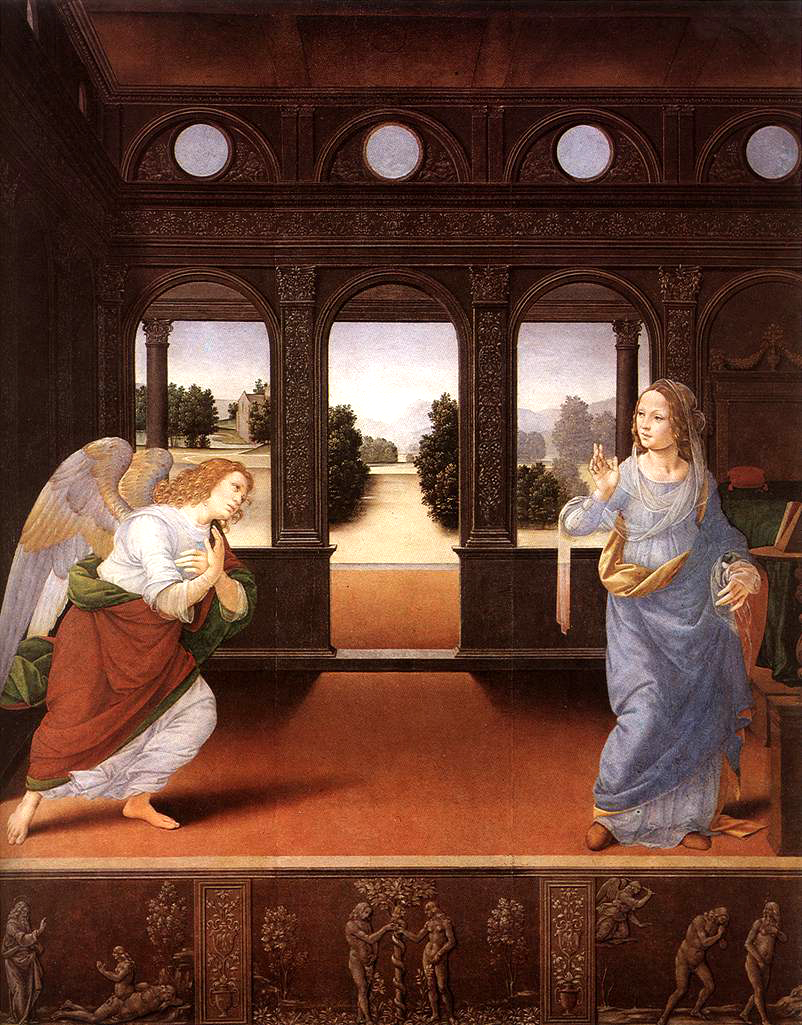
Annunciatie, 1480-1485, Olieverf op paneel, 88x71 cm, Galleria degli Uffizi, Florence

Lorenzo di Credi, geboren onder de naam Lorenzo di Barducci (Florence, ca. 1459 - aldaar, 12 januari 1537) was een Italiaans schilder.
Di Credi was aan het begin van zijn carrière leerling bij de goudsmid Credi, aan wie hij zijn naam heeft ontleend. Zijn bekendste leraar was echter Verrocchio, bij wie hij zijn medeleerlingen Leonardo da Vinci en Pietro Perugino leerde kennen. Hij keek zeer goed naar de techniek van Leonardo en nam zijn stijl grotendeels over.
Toen Verrocchio naar Venetië vertrok kreeg di Credi verantwoordelijkheid over de werkplaats van zijn meester. Toen Verrocchio stierf voordat hij zijn laatste project kon afmaken, kreeg hij volgens het testament van Verrocchio de opdracht om het project af te maken, de stad Venetië liet dit echter doen door da Vinci.
Di Credi was vooral schilder van religieuze werken en portretten. Vooral zijn religieuze werken waren zeer in trek bij kerken en kloosters in en rond de stad Florence. Een voorbeeld is nog steeds te vinden in Pistoia, geschilderd voor het hospitaal van de Ceppo.
De stijl van di Credi valt op door zijn kleurgebruik en de stijfheid van de plooival, die doet denken aan de plooival van een voorstelling in metaal. Dit was een teken van zijn opleiding als goudsmid in het begin van zijn carrière. Hij was een schilder die langzaam werkte, maar op alles wat hij deed zijn uiterste best deed.
- Biblioteca Nacional de España: XX1799027
- Bibliothèque nationale de France: cb14966225v (data)
- CiNii: DA08476693
- Gemeinsame Normdatei: 119248506
- International Standard Name Identifier: 0000 0001 1659 1309
- KulturNav: 52d56c98-32d0-4243-a68f-ba370b5880d2
- Library of Congress Control Number: nr91030668
- Nationale Bibliotheek van Tsjechië: xx0150156
- Nationale Bibliotheek van Israël: 987007440405105171
- Nationale Bibliotheek van Polen: a0000002911354
- Nederlandse Thesaurus van Auteursnamen: 070416834
- RKD-Nederlands Instituut voor Kunstgeschiedenis: 19030
- Istituto Centrale per il Catalogo Unico: NAPV038715
- SNAC: w65t6ks8
- Système universitaire de documentation: 076634809
- Museum of New Zealand Te Papa Tongarewa: 41622
- Union List of Artist Names: 500115418
- Virtual International Authority File: 64277987
- WorldCat: E39PCjCtkYWVxhXTP6fWwccdPP